# 爆笑パニック!体当たり60分
『爆笑パニック!体当たり60分』（ばくしょうパニックたいあたりろくじゅっぷん）は、1975年10月5日から同年12月28日まで東京12チャンネル（現・テレビ東京）で放送されていたバラエティ番組である。全11回。放送時間は毎週日曜 19:00 - 19:54 （日本標準時）。
金曜20:00枠で放送されていた『ライバル大爆笑!』から引き続き桂歌丸と四代目三遊亭小圓遊を起用した番組。当時無名だったツービートも出演していた。

## 出演者
- 桂歌丸
- 四代目三遊亭小円遊
- 出門英（ヒデとロザンナ）
- ツービート
- ザ・コミックス
- エバ
- シェリー
- キャシー中島
- サンディー・アイ
- トニー・マトブー

参考：『下野新聞』下野新聞社、1975年10月5日 - 12月28日付のラジオ・テレビ欄。
| 東京12チャンネル 日曜19:00枠                              | 東京12チャンネル 日曜19:00枠                                 | 東京12チャンネル 日曜19:00枠                              |
| 前番組                                                    | 番組名                                                       | 次番組                                                    |
| --------------------------------------------------------- | ------------------------------------------------------------ | --------------------------------------------------------- |
| 日米対抗ローラーゲーム（第1期） （1975年4月 - 1975年9月） | 爆笑パニック!体当たり60分 （1975年10月5日 - 1975年12月28日） | 日米対抗ローラーゲーム（第2期） （1976年1月 - 1976年3月） |